# Jan Korczak
Jan Korczak (ur. 31 lipca 1923 w Skłudzewie, zm. ?) – polski działacz partyjny i państwowy, podsekretarz stanu w Ministerstwie Finansów (1972–1977).

## Życiorys
Syn Walentego i Marii. W czerwcu 1945 wstąpił do Polskiej Partii Robotniczej, przekształconej w Polską Zjednoczoną Partię Robotniczą. Został absolwentem Centralnej Szkoły Partyjnej PPR w Łodzi (1946) i ekonomii politycznej w Wyższej Szkole Nauk Społecznych przy KC PZPR (1967).
W 1949 instruktor Komitetu Wojewódzkiego PZPR w Bydgoszczy, w latach 1953–1955 instruktor Wydziału Ekonomicznego Komitetu Centralnego PZPR. Następnie od 1955 do 1956 członek egzekutywy i sekretarz ekonomiczny Komitetu Wojewódzkiego PZPR w Lublinie. Od 1957 dyrektor Centralnego Zarządu Przemysłu Sprzętu Gospodarskiego w Warszawie. Później zajmował stanowiska zastępcy (1963–1968) i szefa (1968–1970) Biura Spraw Kadrowych Komitetu Centralnego, a także członka KC PZPR (1964–1968). W latach 1971–1972 wiceprezes Urzędu Patentowego PRL. Od kwietnia 1972 do grudnia 1977 pozostawał podsekretarzem stanu w Ministerstwie Finansów.